# Pieter Weening
Pieter Weening (Harkema, Achtkarspelen, Frísia, 5 d'abril de 1981) és un ciclista neerlandès, professional des del 2004 fins al 2020. El 2022 passa a ser directiu esportiu del Team BikeExchange-Jayco.
En el seu palmarès destaca la victòria en la 8a etapa del Tour de França de 2005, dues al Giro d'Itàlia, el 2011 i el 2014, la Volta a Polònia del 2013 i la Volta a Noruega del 2016.

## Palmarès
- 1999
  - 1r a la Clàssica dels Alps junior
- 2002
  -  Campió dels Països Baixos sub-23 en ruta
  - 1r a la Volta a Turíngia
  - Vencedor d'una etapa a la Volta a la Província de Lieja
- 2003
  - 1r a la Jadranska Magistrala
  - 1r a la Volta a Limburg amateur i vencedor d'una etapa
- 2005
  - Vencedor d'una etapa del Tour de França
  - Vencedor d'una etapa de la Volta a Polònia
- 2009
  - Vencedor d'una etapa de la Volta a Àustria
- 2011
  - Vencedor d'una etapa al Giro d'Itàlia
- 2013
  - 1r a la Volta a Polònia
- 2014
  - Vencedor d'una etapa al Giro d'Itàlia
  - 1r al Giro de Toscana
- 2016
  - 1r a la Volta a Noruega i vencedor d'una etapa
  - Vencedor d'una etapa a la Volta a Suïssa
- 2017
  - Vencedor d'una etapa a la Volta a Noruega
- 2018
  - Vencedor d'una etapa a la Volta a Àustria
- 2019
  - Vencedor d'una etapa a la Volta a Luxemburg

### Resultats al Tour de França
- 2005. 72è de la classificació general. Vencedor d'una etapa
- 2006. 93è de la classificació general
- 2007. 128è de la classificació general
- 2008. 63è de la classificació general
- 2012. 72è de la classificació general
- 2015. 144è de la classificació general

### Resultats a la Volta a Espanya
- 2004. 59è de la classificació general
- 2006. 61è de la classificació general
- 2009. 44è de la classificació general
- 2012. 88è de la classificació general

### Resultats al Giro d'Itàlia
- 2010. 24è de la classificació general
- 2011. 45è de la classificació general. Vencedor d'una etapa.  Porta la maglia rosa durant 4 etapes
- 2013. 38è de la classificació general
- 2014. Abandona (14a etapa). Vencedor d'una etapa
- 2015. 92è de la classificació general
- 2020. Abandona (5a etapa)